# نیل نیتین موکش
نیل نیتین موکش (انگلیسی: Neil Nitin Mukesh؛ زادهٔ ۱۵ ژانویهٔ ۱۹۸۲) هنرپیشه اهل هند است.
از فیلم‌ها یا برنامه‌های تلویزیونی که وی در آن نقش داشته‌است می‌توان به نیویورک اشاره کرد.

## فیلم‌شناسی
فهرست برخی از فیلم‌هایی که نیل نیتین موکش در آنها به ایفای نقش پرداخته‌است:
- نیویورک
- وزیر
- گنجینه‌ای به نام عشق پیدا کرد
- بازیکنان
- هرج و مرج دوباره
- ۷ قتل بخشش
- دیوید
- پیروزی
- پرندگان شاد
- بیا
- جانی خائن
- ساهو
- چاقو
- میان‌بر رومئو
- زره
- زندان